# (32853) Döbereiner
(32853) Döbereiner – planetoida z grupy pasa głównego asteroid okrążająca Słońce w ciągu 4 lat i 17 dni w średniej odległości 2,54 j.a. Została odkryta 21 września 1992 roku w Obserwatorium Karla Schwarzschilda w Tautenburgu przez Freimuta Börngena i Lutza Schmadela. Nazwa planetoidy pochodzi od Johanna Wolfganga Döbereinera (1780–1849), profesora chemii na Uniwersytecie w Jenie. Przed jej nadaniem planetoida nosiła oznaczenie tymczasowe (32853) 1992 SF2.